# MoReq
MoReq (Model Requirements for the Management of Electronic Documents and Records, puis Modular Requirements for Records Systems) est un recueil d'exigences pour l'organisation de l'archivage, élaboré dans le cadre de l'Union européenne. C'est une approche opérationnelle de la norme de gestion des documents d'archives ISO 15489.

## Historique
La première version de MoReq a été publiée en 2001 par la Commission européenne et le DLM Forum et a fait l'objet de traductions en français, tchèque, espagnol, portugais, hongrois, italien, russe, néerlandais, slovène, etc.
Une nouvelle version, intitulée MoReq2, prenant en compte plus de 170 remarques et propositions d'amélioration dues à des experts de 18 pays différents, a été publiée en février 2008. Son utilisation s'est avérée difficile : MoReq2 était estimé trop complexe comme le souligne Martin Waldron, Chairman du MoReq Governance Board dans le communiqué de presse MoReq2010.
En mars 2010, la Fondation DLM Forum décide donc de simplifier les spécifications MoReq2 et de rendre celles-ci plus modulaires, afin de répondre aux besoins du secteur public comme du secteur privé.
En novembre 2010, une version de travail de la base requise imposée MoReq2 (Core Requirements) est diffusée pour commentaires des contributeurs. Il s'agit de la liste des exigences minimales qu'il sera nécessaire de mettre en œuvre dans un Système d'archivage électronique (SAE) pour être en conformité avec la nouvelle version.
La consultation s'étant achevée fin décembre 2010 après avoir suscité des critiques dues au faible nombre de réponses, le DLM Forum décide de convoquer une réunion de ses membres en mai 2011 à Budapest. C'est à l'issue de cette réunion que la version définitive est adoptée, pour être mise en ligne le 6 juin.
Alors que MoReq2 était un ensemble indissociable de fonctionnalités très (trop ?) riches qui ne permettait pas une mise en œuvre modulaire et rendait quasiment impossible l’utilisation réelle de cette spécification, MoReq2010 se veut modulaire et le montre dans son titre en remplaçant « Model requirements » par « Modular requirements ». Dix services principaux forment le noyau (core)  d’un système d'archivage électronique. Les autres fonctionnalités qui ne font pas partie du noyau sont abordées via une approche par modules complémentaires (plug-in modules). Cette nouvelle architecture permet d’envisager une évolution des spécifications dans le temps par ajout de fonctionnalités additives en fonction des évolutions fonctionnelles et technologiques.